# Upsima princeps
Upsima princeps är en mångfotingart som beskrevs av Chamberlin 1945. Upsima princeps ingår i släktet Upsima och familjen Siphonotidae. Inga underarter finns listade i Catalogue of Life.